# Maurice Carlton
Pour les articles homonymes, voir Carlton.
Edmond Roger Maurice Carlton, né le 20 novembre 1913 à Saint-Claude (Guadeloupe) et mort le 7 mai 1990 à Paris, est un athlète français. Il a été le premier guadeloupéen à participer à des Jeux olympiques.

## Biographie
Originaire de Guadeloupe, il rejoint la France métropolitaine à neuf ans. Il rentre à l'école militaire préparatoire de Cavalerie d'Autun et devient, en 1935, champion de France militaire et universitaire.
Il participe aux Jeux olympiques d'été de 1936 dans les épreuves du 100 mètres et du 4 × 100 mètres. Bien que n'obtenant pas de médaille lors de ces courses, il se lie d'amitié avec Jesse Owens.
L'année suivante, il met fin à sa carrière et durant la Seconde Guerre mondiale, il est fait prisonnier. Après guerre, il entame des études pour devenir avocat puis s'installe à Abidjan.
En 1967, il est fait Chevalier de la Légion d'honneur[réf. obsolète].